# Ten Fé
Ten Fé, spanska: Ha Tro; tidigare endast Fé, är ett brittiskt indiepopband som bildades av Leo Duncan och Ben Moorhouse i London i England.
Innan de släppte sin första singel Time år 2013, var de ett musikband som höll på med street performance i anslutning till Londons tunnelbana.

## Diskografi
Källa: 

### Studioalbum
- Hit The Light (2017)
- Future Perfect, Present Tense (2019)

### EP
- Hit The Light, the Remixes (2017)

### Singlar
- Time (2013)[6]
- She Came (2013)[6]
- Make Me Better (2015)
- Turn (2016)
- Elodie (2016)
- Overflow (2016)
- In The Air (2016)
- Echo Park (2019)

## Medlemmar
- Leo Duncan (sång[2] och elgitarr)
- Ben Moorhouse (sång[2] och elgitarr)
- Johnny Drain (keyboard)[2]
- Alex Hammond (trummor)[2]
- Rob Shipley (elbas)[2]